# Повуасан
Повуаса́н (порт. Povoação; МФА: [pu.vu.ɐ.ˈsɐ̃w], Пувуаса́н) — муніципалітет і містечко в Португалії, в автономному регіоні Азорські острови. Розташований на острові Сан-Мігел в Атлантичному океані, на теренах історичної португальської провінції Азори. Належить до Ангрської діоцезії Католицької церкви в Португалії. Права міського самоврядування має з 1839 року. Поділяється на 6 парафій.  Площа муніципалітету — 110,30 км², населення муніципалітету — 6327 ос. (2011); густота населення — 57,36 осіб/км²
. Патрон — Діва Марія. Святковий день муніципалітету — 1-й понеділок після 1-ї неділі вересня. Поштовий індекс — 9650.  Код місцевої адміністративної одиниці — 2013. Складова статистичного регіону Азори.

## Географія
Повуасан розташований на Азорських островах в Атлантичному океані, на південному сході острова Сан-Мігел.
Повуасан розташоване за 37 км на захід від міста Понта-Делгада на південному березі острова Сан-Мігел.
Муніципалітет межує: 
- на півночі — муніципалітет Рібейра-Гранде, Нордеште
- на сході — Атлантичний океан
- на півдні — Атлантичний океан
- на заході — муніципалітет Віла-Франка-ду-Кампу

## Історія
Містечко засновано 1839 року.

## Населення
| Кількість мешканців | Кількість мешканців | Кількість мешканців | Кількість мешканців | Кількість мешканців | Кількість мешканців | Кількість мешканців | Кількість мешканців | Кількість мешканців | Кількість мешканців | Кількість мешканців | Кількість мешканців | Кількість мешканців | Кількість мешканців | Кількість мешканців | Кількість мешканців |
| ------------------- | ------------------- | ------------------- | ------------------- | ------------------- | ------------------- | ------------------- | ------------------- | ------------------- | ------------------- | ------------------- | ------------------- | ------------------- | ------------------- | ------------------- | ------------------- |
| 1864                | 1878                | 1890                | 1900                | 1911                | 1920                | 1930                | 1940                | 1950                | 1960                | 1970                | 1981                | 1991                | 2001                | 2011                |                     |
| 9 679               | 11 894              | 10 881              | 11 087              | 10 792              | 10 539              | 12 318              | 14 061              | 15 498              | 15 064              | 12 820              | 8 458               | 7 323               | 6 726               | 6 327               |                     |

## Парафії
1. Агуа-Реторта
2. Носса-Сеньйора-душ-Ремедіуш
3. Повоасан
4. Рібейра-Кенті
5. Файал-да-Терра
6. Фурнаш